# Hilda Lyon

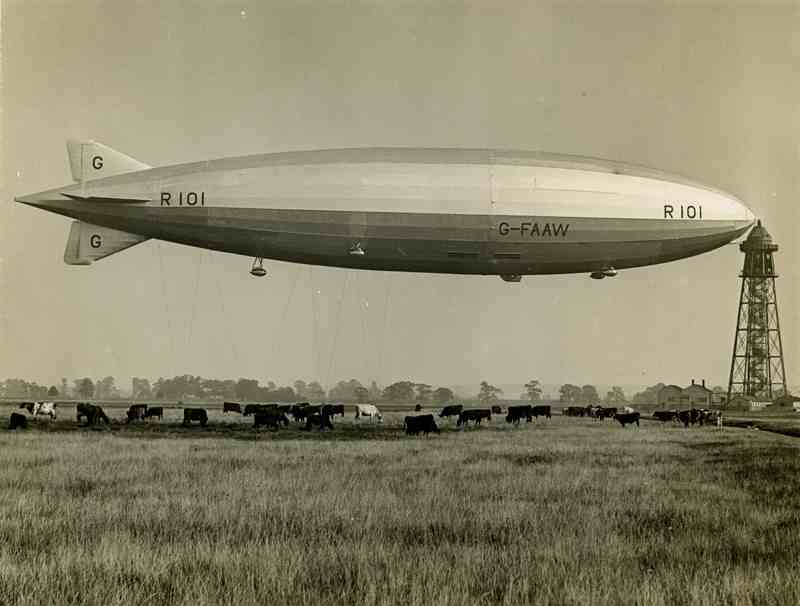
Das britische Verkehrsluftschiff R101 in Cardington

 Hilda Margaret Lyon, AFRAeS (* 31. Mai 1896 in Market Weighton, England; † 2. Dezember 1946 in Surrey, England) war eine britische Ingenieurin. Sie erfand das Lyon Shape, ein stromlinienförmiges Design für Luftschiffe und U-Boote.

## Leben und Werk
Lyon war das jüngste von vier Kindern von Margaret Lyon (geb. Grün) und dem Lebensmittelhändler Thomas Lyon. Sie besuchte die Beverley High School und studierte 1915 am Newnham College in Cambridge, wo sie 1918 einen Bachelor of Arts in Mathematik erhielt. Da Frauen erst 1948 in Cambridge einen vollen Abschluss verliehen bekamen, wurde ihr Abschluss als Titel des Abschlusses bezeichnet. Nach dem Studium nahm sie an einem RLM Kurs in Flugzeug Stress-Analyse teil und erhielt dann einen Job als technische Assistentin. Da sie als Mathematikerin keine Aussicht auf Beförderung oder mehr Verantwortung in dieser Position sah, kündigte sie und ging mit ihrer Schwester für sechs Wochen in die Schweiz.

## Karriere in der Luftfahrt
Nach ihrer Rückkehr nach Großbritannien 1918 arbeitete sie für eine Reihe britischer Hersteller, darunter als technische Assistentin bei der Siddeley-Deasy Motor Company, bevor sie 1920 zum Flugzeugbauer George Parnall & Co. Ltd. wechselte, wo sie die Belastung der Stützdrähte eines geplanten großen Doppeldecker-Bombers untersuchte. Um 1922 wurde sie als Associate Fellow der Royal Aeronautical Society aufgenommen. Ab 1925 war sie technische Mitarbeiterin bei den Royal Airship Works in Cardington und half durch ihre Arbeiten zur Aerodynamik bei der Entwicklung des starren Luftschiffs R101. Sie war eine der Wissenschaftlerinnen, die zeigten, dass die berühmten Luftschiffe R100 und R101 auf einem falschen Verständnis der Windkanaltests beruhten. Ihre Arbeit zeigte, dass Probleme aufgrund der geringen Größe der in den Windkanälen verwendeten Modelle aufgetreten waren und sie konnte nachweisen, dass eine rundere Form an der Vorderseite, die bis zu einem Punkt nachließ, optimaler war.
1930 wurde sie als erste Frau von der Royal Aeronautical Society für ihre Arbeit The Strength of Transverse Frames of Rigid Airships mit dem R38-Gedenkpreis ausgezeichnet.
Lyons Arbeit umfasste Reisen nach Amerika, Kanada und Deutschland. 1930 studierte sie mit einem Mary Ewart-Reisestipendium am Massachusetts Institute of Technology, wo sie erstmals einen Windkanal benutzen durfte. 1932 reichte sie eine Arbeit über The Effect of Turbulence on the Drag of Airship Models ein und erhielt ihren Master of Science am MIT. Anschließend ging sie nach Göttingen und forschte bei der Kaiser Wilhelm Gesellschaft für Strömungsforschung bei Ludwig Prandtl. Da ihre Mutter erkrankt war, kehrte sie nach Großbritannien zurück und setzte ihre Arbeit von zu Hause aus fort. Sie forschte in den Bibliotheken der University of Hull und der University of Leeds und besuchte das National Physical Laboratory und das Royal Aircraft Establishment (RAE). In den zwei Jahren vor dem Tod ihrer Mutter veröffentlichte sie 1934 zwei Artikel über Straffung und Grenzschichteffekte und zwei weitere 1935, bevor das RAE ihr einen Posten für ihre Rückkehr als hauptberufliche wissenschaftliche Leiterin in der Abteilung Aerodynamik schaffen konnte.
1937 kehrte sie als wissenschaftliche Hauptoffizierin an das Royal Aircraft Establishment in Farnborough (Hampshire) zur hauptberuflichen aerodynamischen Forschung zurück. Sie wurde Leiterin dieser Abteilung und war auch Mitglied des Aeronautical Research Council. Lyon starb am 2. Dezember 1946 nach einer Operation.

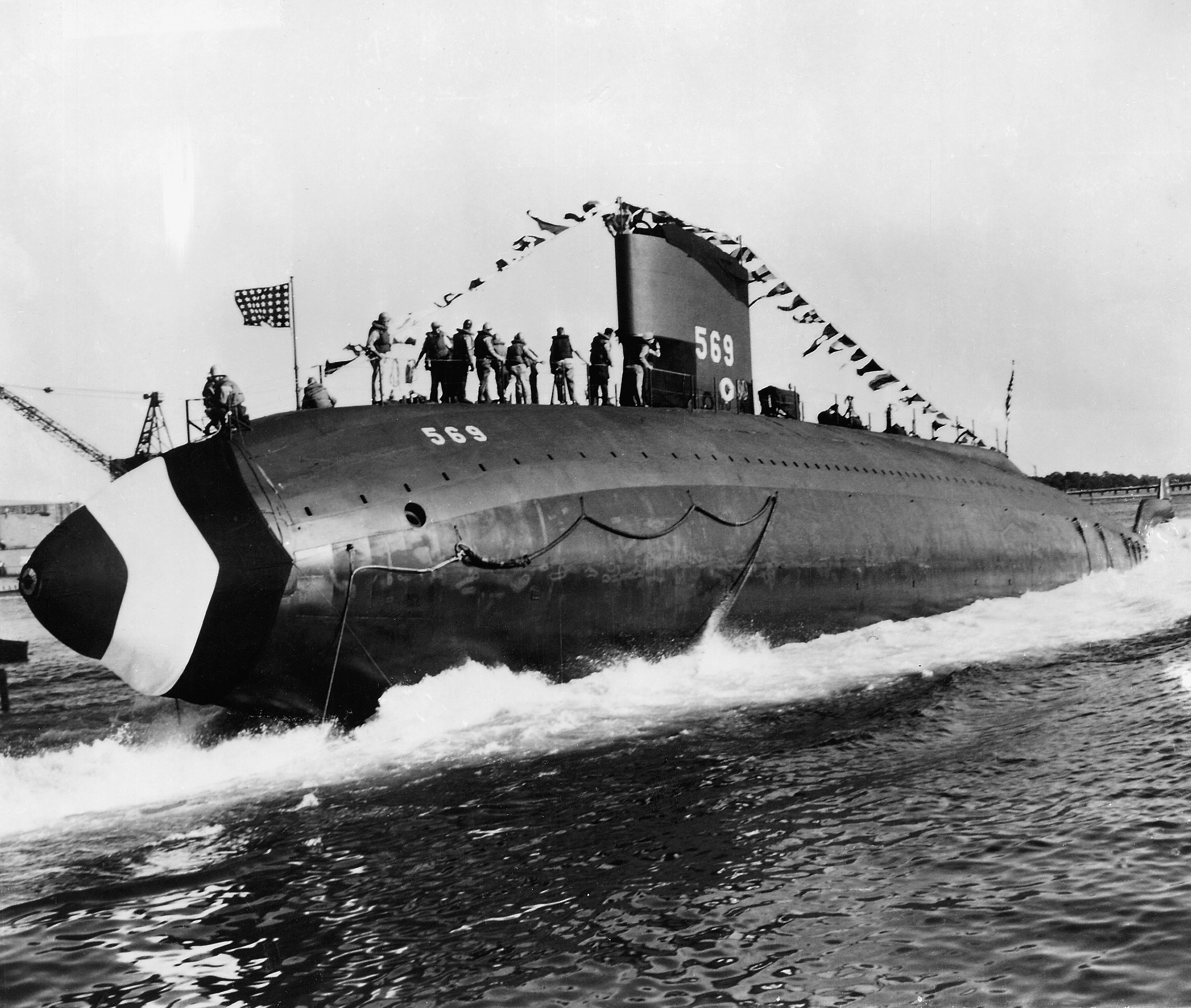
USS Albacore (AGSS-569) startet am 1. August 1953

Nach ihrem Tod wurden ihre Forschungen und die von ihr entwickelte Lyon Shape in das amerikanische U-Boot USS Albacore integriert, dessen Prototyp für fast alle nachfolgenden US-U-Boote eine optimierte Rumpfform aufwies.

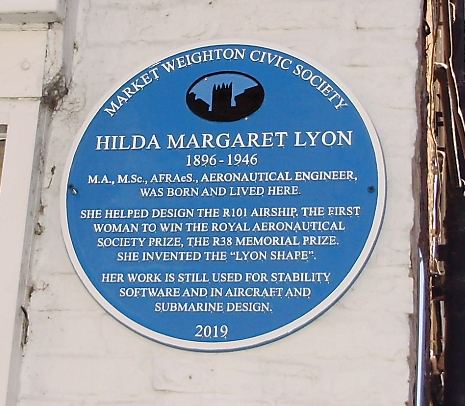
Plakette in Market Weighton

Im Rahmen des 100-jährigen Bestehen der Women’s Engineering Society wurde Lyons Biografie am 9. Mai 2019 im Oxford Dictionary of National Biography veröffentlicht. Zu ihren Ehren wurde am 27. Juni 2019 in Market Weighton eine blaue Plakette an der Stelle des Lebensmittelgeschäfts ihres Vaters angebracht.
Ihre Veröffentlichung mit P. M.Truscott, E. I. Auterson, J. Whatham, von 1942: A theoretical analysis of longitudinal dynamic stability in gliding flight wird in der Wissenschaft der Straffung und der Grenzschichten weiterhin zitiert. Die Arbeit analysierte die dynamischen und statischen Stabilitäten von Flugzeugen bei phugoiden Bewegungen. Dies ist der Fall, wenn ein Flugzeug auf- und absteigt und dann abfällt, begleitet von Beschleunigung und Verlangsamung, und kann die Ursache für gefährliche Instabilität sein, insbesondere wenn Steuerflächen wie Seitenruder oder Querruder beschädigt sind. Ihre Veröffentlichung bietet verschiedene mechanische Lösungen, um diese Auf- und Abbewegung zu dämpfen und ist eine wichtige Referenz in vielen nachfolgenden Artikeln über Probleme mit der Phugoidbewegung. Heutige Flugzeuge verfügen über eine auf ihrer Arbeit basierende Antiphugoid -Steuerungssoftware, die jedoch nicht immer hilfreich ist. Der US-Airways-Flug 1549 wurde am 15. Januar 2009 im Hudson River aufgesetzt, wobei die Kenntnis dieser Phugoid -Bewegung eine Rolle spielte.

## Veröffentlichungen (Auswahl)
- Hilda M. Lyon: The Strength of Transverse Frames of Rigid Airships. In: The Aeronautical Journal. Band 34, Nr. 234, Juni 1930, ISSN 0368-3931, S. 497–556, doi:10.1017/S0368393100114488 (englisch, cambridge.org [abgerufen am 6. März 2021]).